# Shōjo Club
Shōjo Club (japonês: 少女クラブ, Hepburn: Shōjo kurabu, lit. "Clube das Meninas") foi uma revista mensal japonesa shōjo (para meninas). Foi fundada pela Kodansha em 1923 como uma revista irmã da revista Shōnen Club, a revista publicava the magazine published artigos educacionais, contos, poemas, ilustrações e mangás.
Shōjo Club foi uma das primeiras revistas shōjo e, em 1937, era a revista mais vendida no Japão, voltada para esse segmento de mercado. Sua postura editorial conservadora, alinhada à de sua editora Kodansha, refletiu-se no foco da revista em conteúdo educacional, especialmente educação moral.
A revista e sua principal concorrente, Shōjo no tomo, foram as únicas revistas shōjo a continuar sendo publicadas durante toda a Guerra do Pacífico. A revista acabou sucumbindo às mudanças nas condições de mercado em 1962, sendo substituída em 1963 pela revista semanal Shōjo Friend.

## Conteúdo
Shōjo Club era uma revista feminina voltada para o público shōjo, um termo para meninas adolescentes. Publicou artigos educacionais, contos, poemas, ilustrações e mangás, embora, ao contrário de outras revistas shōjo, publicasse muito poucas contribuições dos leitores. Shōjo Club tinha uma postura editorial conservadora alinhada à postura editorial da sua editora Kodansha, embora raramente publicasse críticas sociais ou políticas abertas. A revista dava ênfase particular ao conteúdo educacional, especialmente à educação moral, como representado pelo seu slogan "livro didático na mão esquerda, Clube Shōjo na mão direita".

## Contexto
O Decreto das Escolas Femininas Superiores [ja] foi emitida em 1899, padronizando a educação feminina e estabelecendo opções opcionais de educação formal para meninas, além do ensino fundamental obrigatório. A educação das meninas estava alinhada à doutrina social "boa esposa, mãe sábia", obrigando as escolas a ensinar-lhes educação moral, costura e tarefas domésticas. Essas reformas tiveram o efeito de estabelecer o "shōjo" como uma nova categoria social de mulheres, designando as meninas no período entre a infância e o casamento.
Contemporaneamente, a mídia de massa no Japão estava crescendo rapidamente e se expandindo para novos mercados, levando à proliferação de revistas dedicadas ao público shōjo que eram publicadas como revistas irmãs das revistas shōnen (para meninos) existentes. Embora as revistas shōjo dessa época estivessem fundamentalmente alinhadas com o ideal de "boa esposa, mãe sábia", algumas revistas adotaram uma postura conservadora que enfatizava a educação moral, enquanto outras adotaram uma postura liberal que encorajava ideais de irmandade e o desenvolvimento de habilidades artísticas; um exemplo notável deste último é a Shōjo no tomo, que se tornaria a principal concorrente da Shōjo Club.

## História

### Pré-guerra (1923–1937)

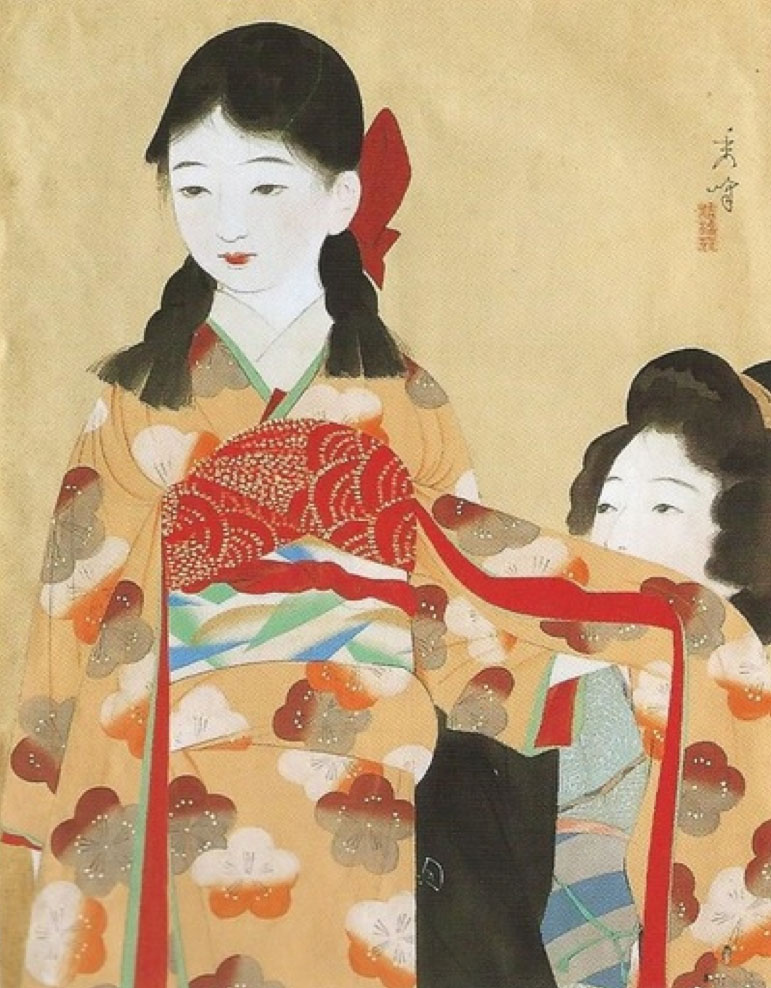
Frontispício do conto, ilustrado por Yamakawa Shūhō e publicado na edição de janeiro de 1927

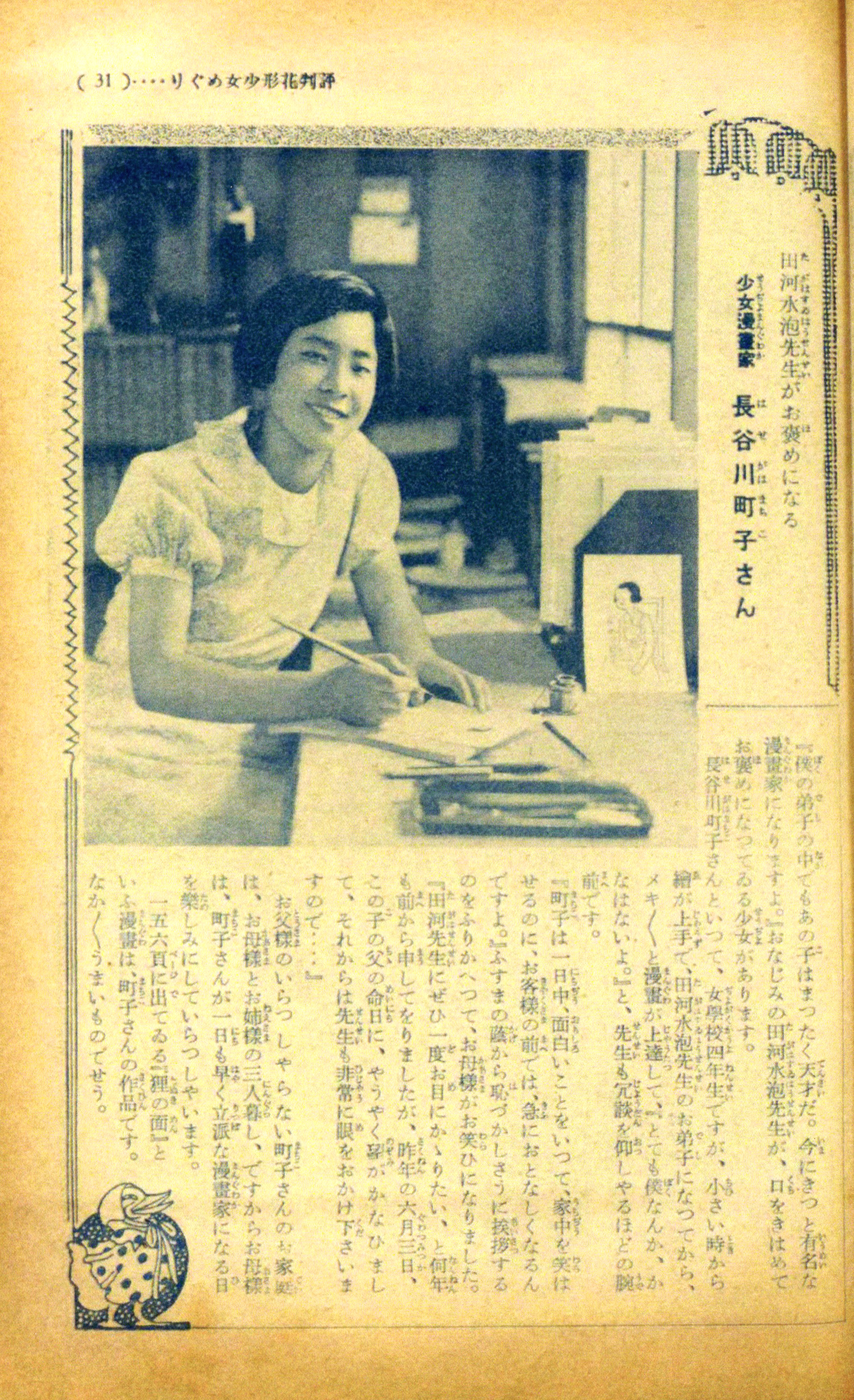
Artigo na edição de outubro de 1935 sobre a estreia de Machiko Hasegawa como artista de mangá aos 15 anos

Seiji Noma, fundador da editora Kodansha, lançou a Shōjo Club como um complemento à revista Shōnen Club da editora em janeiro de 1923. Como outras publicações da Kodansha, a Shōjo Club se dedicava à educação moral de suas leitoras e visava, nas palavras de Noma, incutir em suas leitoras "a modéstia interior e a fortaleza das mulheres samurais". Os artigos da revista eram principalmente de natureza educacional, e alinhados com os currículos escolares das meninas. A revista também publicou literatura, como contos da Classe S de Nobuko Yoshiya, ilustrações de artistas como Kashō Takabatake, e mangás de artistas como Suihō Tagawa. A revista teve uma circulação de 67 mil exemplares em 1923, que cresceu para 492 mil em 1937, tornando a Shōjo Club a revista mais vendida no Japão, destinada a adolescentes.

### Tempo de guerra (1937–1945)
A Lei de Mobilização Nacional foi aprovada em 1938 em meio à Segunda Guerra Sino-Japonesa, que obrigou a imprensa japonesa a apoiar o esforço de guerra e sujeitou os editores a um maior escrutínio e censura, embora tanto a Shōjo Club (e a Kodansha em geral) colaborassem estreitamente com o governo para apoiar o esforço de guerra. As revistas femininas enfrentaram críticas específicas pelo seu "sentimentalismo", levando ao declínio da literatura da Classe S e à reorientação do conteúdo editorial para enfatizar o patriotismo. A guerra também provocou uma escassez de papel que atingiu o pico em 1945, forçando muitas revistas a fecharem, embora Shōjo Club e Shōjo no tomo fossem as únicas revistas shōjo a continuarem sendo publicadas durante toda a guerra.

### Pós-guerra (1945–1962)
Após a rendição do Japão em 1945, as publicações da Kodansha mudaram de sua postura pró-guerra para conteúdo sobre a vida no período pós-guerra, como artigos sobre como os indivíduos poderiam lidar com a contínua escassez de alimentos. O departamento de Informação e Educação Civil do Comandante Supremo das Forças Aliadas foi encarregado de ocidentalizar a comunicação social japonesa, enquanto o Departamento de Censura Civil impôs uma censura rigorosa à comunicação social. Em resposta, a Kodansha mudou o conteúdo editorial da Shōjo Club para ser "divertido, agradável e brilhante".
As mudanças incluíram a alteração da grafia do título da revista de 少女倶楽部 para 少女クラブ para incorporar o katakana, a reorientação do público-alvo da revista de meninas dos anos finais ensino fundamental para meninas dos anos iniciais do ensino fundamental, e um declínio nas histórias da Classe S em favor de histórias sobre famílias. O mangá passou a ocupar uma proporção crescente do conteúdo da revista, especialmente após o sucesso da série de mangá Ribbon no Kishi de Osamu Tezuka, que foi serializada na revista de 1953 a 1956. Muitos artistas de mangá populares, como Shōtarō Ishinomori, Hideko Mizuno, Fujio Akatsuka e Tetsuya Chiba contribuiriam para a Shōjo Club; Toshiko Ueda também serializou a série de mangá Fuichin-san a partir de 1957, cuja personagem-título se tornou a mascote da revista.

## Cessação
A posição dominante que as revistas shōjo ocupavam no entretenimento adolescente começou a diminuir no período pós-guerra, à medida que o meio enfrentava a concorrência na forma de novas categorias de entretenimento de massa, como cinema, mangá kashi-hon (aluguel) e junia shōsetsu (ジュニア小説, "romance júnior", o precursor das light novels contemporâneas). Com o fechamento da Shōjo no tomo em 1955, a Shōjo Club se tornou a única revista shōjo pré-guerra restante em meio a um número crescente de novas revistas pós-guerra, como Ribon e Himawari; A própria Kodansha lançaria uma segunda revista shōjo, Nakayoshi, em 1954.
A ascensão da televisão na década de 1960 levou a uma grande reviravolta na publicação de revistas japonesas e, em 1962, a Kodansha descontinuou a Shōjo Club, publicando a edição final da revista em dezembro daquele ano. A Shōjo Club foi substituída pela revista semanal Shōjo Friend, que publicou sua primeira edição em janeiro de 1963.